# Morin (Farbstoff)
Morin oder 2′,3,4′,5,7-Pentahydroxyflavon ist ein Flavonol aus der Stoffgruppe der Flavonoide und neben Maclurin (2,3′,4,4′,6-Pentahydroxybenzophenon)  im Gelbholz des Färbermaulbeerbaums (Morus tinctoria) enthalten, dessen Extrakt für die Wollfärberei und den Baumwolldruck von Bedeutung ist. Die Färbungen sind gelb. Morin kristallisiert mit ein oder zwei Molekülen Wasser als Morin-Hydrat.

## Verwendung
Morin dient als ein Reagenz auf Aluminium, das in neutraler und essigsaurer alkoholischer Lösung grün fluoresziert. Beryllium ergibt dagegen in alkalischer Lösung die gleiche Fluoreszenz, so dass sich beide Metalle nebeneinander nachweisen lassen. Auch Gallium, Indium, Scandium, Titan und Zinn können mit Morin nachgewiesen werden. Morin wurde auch für die Entwicklungsfärbung von Baumwolle, Leder, Seide und Wolle verwendet. Hierfür wurde die zu färbende Ware zunächst mit Metallsalzen vorbehandelt; wobei durch Reaktion des Morins mit den Metallionen verschiedene Färbungen erzielbar waren. So ergibt Morin mit Eisensalzen olivgrüne Färbungen, mit Kupfersalzen braungelbe, mit Blei-  und Zinnsalzen gelbe Farblacke.

Aluminium-Morinfarblack